# Zuil van Marcus Aurelius

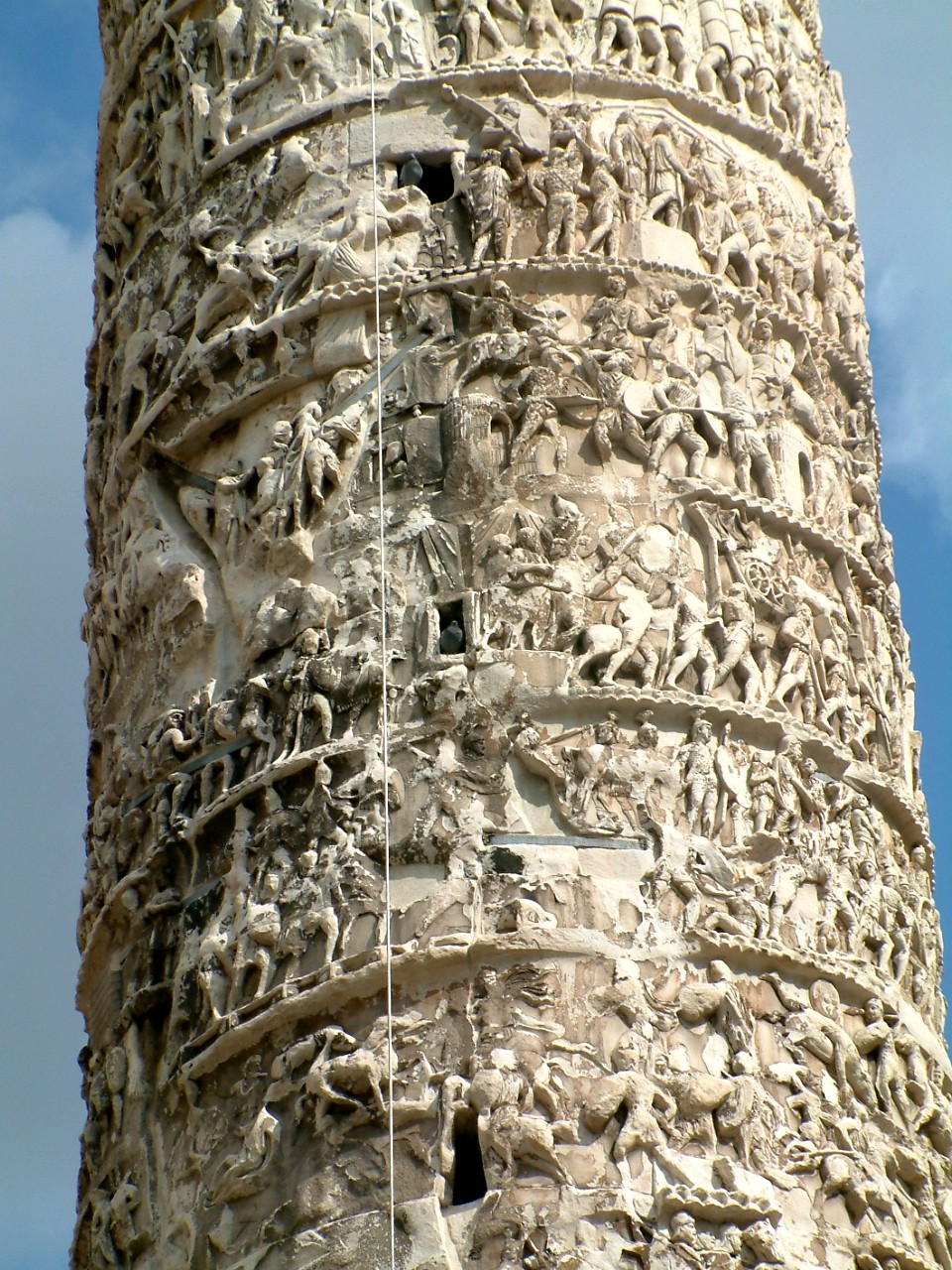
Detail van de afbeeldingen op de zuil

De zuil van Marcus Aurelius is een antieke triomfzuil op het Marsveld in Rome, gebouwd aan het einde van de 2e eeuw. De zuil staat nog steeds op zijn oorspronkelijke plaats op de Piazza Colonna.

## Geschiedenis
De zuil van Marcus Aurelius is opgericht door keizer Commodus ter ere van zijn overleden vader en voorganger Marcus Aurelius. De exacte datum van de oprichting is niet bekend, maar een in de omgeving gevonden inscriptie duidt erop dat de zuil rond 193 voltooid is.
In tegenstelling tot zijn voorganger Antoninus Pius was Marcus Aurelius gedwongen vele malen oorlog te voeren. Met name de Germaanse stammen vielen de noordelijke regionen van het rijk binnen. De oorlogen duurden van 166 tot 180 toen Marcus Aurelius tijdens een veldtocht door ziekte stierf. Zijn zoon Commodus sloot hierop een voor de Romeinen onvoordelige vrede met deze stammen en riep daarna zijn vader uit tot overwinnaar van de oorlog. Bij zijn terugkeer in Rome kreeg Commodus van de senaat de eer om een triomftocht te houden en mocht hij een erezuil oprichten.
Deze zuil werd gebouwd naar het voorbeeld van de zuil van Trajanus die 80 jaar eerder was gebouwd en enkele honderden meters zuidelijker aan dezelfde weg staat. De zuil van Marcus Aurelius maakte waarschijnlijk deel uit van een groter complex ter ere van de vergoddelijkte keizer, maar daarvan zijn geen restanten teruggevonden.
In de middeleeuwen vervielen de meeste Romeinse monumenten tot ruïnes en de restanten werden gebruikt als goedkoop bouwmateriaal voor nieuwe kerken en paleizen.
Dit lot bleef de zuilen van Trajanus en Marcus Aurelius bespaard, een derde triomfzuil voor Antoninus Pius is wel verdwenen. De zuil van Marcus Aurelius kwam in het bezit van de Benedictijner monniken waardoor de Romeinen niet de gelegenheid kregen het kostbare marmer te plunderen.

## De zuil
De zuil is ongeveer 30 meter hoog (100 voet) en staat op een 10 meter hoge voet. Dit geheel stond weer op een 3 meter hoog podium dat met het stijgen van het grondniveau in Rome onder het straatoppervlak verdwenen is. De zuil bestaat uit 26 halfronde marmeren delen waarop de afbeeldingen gegraveerd zijn. Aan de binnenzijde van de zuil zijn 200 treden uitgehouwen die samen een ronde trap naar het vierkante platform bovenop vormen. Het trappenhuis wordt verlicht door 56 kleine rechthoekige raampjes. Op munten uit de tijd van Commodus staat de zuil afgebeeld met vier Romeinse adelaars die elk op een hoek van de voet geplaatst waren, deze zijn verdwenen.
Oorspronkelijk stond op de top van de zuil een standbeeld van Marcus Aurelius. Dit beeld is in de renaissance vervangen door het beeld van de apostel Paulus.

## Reliëf
Op de zuil van Marcus Aurelius staat in spiraalvorm de oorlog afgebeeld van de keizer tegen de Germaanse stammen der Marcomannen en Quaden en de oorlog tegen de Sarmaten die vanuit het huidige Iran Hongarije waren binnengevallen. Afgebeeld zijn onder andere de onderwerping van deze stammen en de vernietiging en plundering van hun primitieve dorpen. De reliëfs zijn iets minder gedetailleerd en schematischer dan de afbeeldingen op de zuil van Trajanus. In de Romeinse tijd waren deze afbeeldingen in kleur beschilderd, de afbeeldingen van de keizer waren waarschijnlijk verguld.

## Restauratie
Tussen 1589 en 1590 liet Paus Sixtus V de zuil grondig restaureren. Het beeld van Paulus werd geplaatst en de voet werd herbouwd en verstevigd. De oude en vervaagde Romeinse inscripties werden verwijderd en vervangen door nieuwe marmeren platen.
De zuil werd vanwege het jubeljaar 2000, en de grote stroom toeristen die Rome toen zou bezoeken, weer schoongemaakt. De Piazza Colonna waar de zuil staat, werd toen voor voetgangers vriendelijker gemaakt.